# شهرستان قصرقند
شهرستان قصرقند یکی از شهرستان‌های استان سیستان و بلوچستان است. مرکز این شهرستان، شهر قصرقند است.
شهرستان قصرقند در ۹ دی ۱۳۹۱ از شهرستان نیک‌شهر جدا شد و مستقل گردید.

## موقعیت جغرافیایی
شهرستان قصرقند از شمال شرقی با شهرستان سرباز، از شمال غربی تا غرب با شهرستان نیک‌شهر، از جنوب غربی با شهرستان کنارک، از جنوب با شهرستان چابهار، از جنوب شرقی با شهرستان دشتیاری و از شرق با شهرستان راسک همسایه است.شهرقصرقند مرکز شهرستان و بخش مرکزی آن است.

## اقلیم
این شهرستان جزء نواحی کوهستانی و دشت به‌شمار می‌رود و رشته کوه آهوران و کارچان مهم‌ترین ارتفاعات آن را تشکیل می‌دهند، خصوصیات اقلیمی آن تحت تأثیر توپوگرافی این ارتفاعات از یک طرف و دریای عمان از طرف دیگر قرار دارد و جزء اقلیم بیابانی گرم شدید است.
بیشترین معدل حداکثر حرارت ماهانه در ایستگاه قصرقند ۳/۴۳ درجه سانتیگراد مربوط به ۱۱ خرداد تا ۱۱ تیرماه است و کمترین معدل ماهانه ۲/۱۷ درجه سانتیگراد از ۱۲ دی تا ۱۲ بهمن است، نزولات جوی منطقه اکثراً تحت تأثیر جریانات هوایی جنوب شرقی، جنوب غربی و تابستان‌همونسون جریان مونسون اقیانوس هند قرار دارد. به طوری که ۳۰–۲۵ درصد نزولات جوی آن هم در ماه‌های تابستان صورت می‌گیرد و متوسط بارندگی قصرقند ۸/۱۴۰ میلی‌متر در سال می‌باشد و متوسط رطوبت نسبی ۴۷ درصد است.

## کشاورزی
شهرستان قصر قند دارای ۷۸۵۰ هکتار اراضی قابل کشت کشاورزی می‌باشد امرار و معاش و درآمد اکثر مردم (۸۵/.) از طریق کشاورزی (در زمینه‌های خرد _ مالکی سنتی) و دامداری است.

### واحد باغبانی
شهرستان قصرقند با توجه به اقلیم گرم و خشک و گرم مرطوب دارای شرایط مناسب جهت کشت محصولات باغی گرمسیری و نیمه گرمسیری دارا می‌باشد.
- بهترین محصولات باغی شهرستان عبارتند از:
  - خرما، سطح زیر کشت: ۱۷۴۰ هکتار
  - مرکبات سطح زیر کشت: ۴۹ هکتار
  - انبه سطح زیر کشت :۱۵۰ هکتار
  - سایر محصولات باغی با سطح زیر کشت :۱۳۰ هکتار.>

### واحد زراعی
شهرستان قصرقند با بیش از: ۵۷۸۱ هکتار اراضی زراعی استعداد ویژه‌ای در کاشت انواع محصولات زراعی را دارا می‌باشد.
- بهترین آن‌ها عبارتند از:
  - برنج ارقام اصلاح شده (شفق، شیرودی، ندا، کادوس، فجر و…) با سطح زیر کشت: ۱۴۴۰ هکتار
  - نبات علوفه‌ای شامل یونجه محلی شبدر برسیم و سورگوم با سطح زیر کشت: ۱۷۲۵ هکتار
  - حبوبات شامل (باقلا، ماش) با سطح زیر کشت: ۱۳۰۵ هکتار
  - سبزی و صیفی با سطح زیر کشت: ۵۰۰ هکتار
  - سایر محصولات زراعی با سطح زیر کشت: ۸۱۲ هکتار.

## تقسیمات کشوری
شهرستان قصرقند دارای ۳ بخش، ۶ دهستان و ۲ شهر به شرح زیر است:

### شهرستان قصرقند
| بخش    | مرکز بخش | جمعیت بخش ۱۳۹۵ | نام دهستان | مرکز دهستان | جمعیت دهستان ۱۳۹۵ | شهر      | جمعیت شهر ۱۳۹۵ |
| ------ | -------- | -------------- | ---------- | ----------- | ----------------- | -------- | -------------- |
| مرکزی  | قصرقند   | ۲۶٬۰۵۶ نفر     | هلونچکان   | هلونچکان    | ۷٬۲۹۱ نفر         | قصرقند   | ۱۱٬۶۰۵ نفر     |
| مرکزی  | قصرقند   | ۲۶٬۰۵۶ نفر     | هیت        | هیت         | ۷٬۱۶۰ نفر         | قصرقند   | ۱۱٬۶۰۵ نفر     |
| تلنگ   | تلنگ     | ۱۸٬۳۶۸ نفر     | تلنگ       | تلنگ        | ۱۳٬۷۹۱ نفر        | ******** | ********       |
| تلنگ   | تلنگ     | ۱۸٬۳۶۸ نفر     | شارک       | روسر شارک   | ۴٬۵۷۷ نفر         | ******** | ********       |
| ساربوک | ساربوک   | ۱۷٬۰۱۸ نفر     | حمیری      | حمیری       | ۸٬۷۷۱ نفر         | ساربوک   | ۲٬۴۴۸ نفر      |
| ساربوک | ساربوک   | ۱۷٬۰۱۸ نفر     | ساربوک     | ساربوک      | ۵٬۷۹۹ نفر         | ساربوک   | ۲٬۴۴۸ نفر      |

## جمعیت
بر پایه سرشماری عمومی نفوس و مسکن در سال ۱۳۹۵، جمعیت شهرستان قصرقند برابر با ۶۱٬۴۴۲ نفر بوده‌است.

## آثارتاریخی
مهم‌ترین آثار تاریخی در شهرستان قصرقند شامل نقاشی‌های بسیار زیبا روی سنگ، قلعه‌های تاریخی، قبرستان‌های تاریخی، اماکن مقدس قدیمی و قنات‌های کهن می‌باشند. در جوار رودخانه کاجو آثار باقی مانده قبل از تاریخ به صورت نقاشی‌های بسیار زیبا بر روی سنگ‌ها به‌چشم می‌خورد. این سنگ نگاره‌ها که متعلق به هزاره‌های سوم و دوم قبل از میلاد می‌باشند، دارای هشت صحنه مجزا و همچنین نقوش منفردی است. نقش انسان با بدن‌های مثلثی، نقش بزکوهی، گاو کوهاندار، قوچ با دو شاخ مواج افقی و وارونه، سگ، مار شاخ دار، حمله سه گربه سان به طرف چند بز، حیوانی شبیه به غزال با گردنی بلند، صحنه شکار بزکوهی توسط انسان کمان به دست، حمله شیر به غزال، ماه و ستاره، کبک، عقرب، شتر (دو کوهانه و یک کوهانه)، اسب، رد دست و ردپای انسان اهم نقوش این سنگ نگاره‌ها را تشکیل می‌دهد. از دیگر آثار تاریخی می‌توان به قلعه تاریخی قصرقند و قلعه تاریخی بُگ متعلق به دوره صفویه نام برد.
قلعه تاریخی قصرقند در مرکز شهر و قلعه تاریخی بُگ با مساحت کمتر از ۵۰۰۰ متر مربع در بخش ساربوک قرار دارد. قلعه بُگ در دو طبقه استوار است که طبقه همکف آن محل ذخیره مهمات نظامی بوده‌است.
قلعه تاریخی تلنگ در عهد قاجارها توسط خان‌های محلی مورد استفاده قرار می‌گرفت. این قلعه در دوره پهلوی توسط رضاخان تسخیر و تا قبل انقلاب به عنوان پاسگاه از آن استفاده می‌شده‌است.
مهم‌ترین قبرستان‌های تاریخی که در شهرستان قصرقند قراردارند عبارتند از: قبرستان تاریخی هیت مربوط به زمان قبل از اسلام، قبرستان قدیمی کدرم، قبرستان قدیمی کلر تلنگ، قبرستان قدیمی هپتاری در کوه کوچو، قبرستان قدیمی شارک در عهد مغولان، قبرستان قدیمی سنی بازار، قبرستان قدیمی ماران گز در حوالی روستای ماران گز.